# Guillaume II d'Eu
Pour les articles homonymes, voir Guillaume II.
Guillaume II d’Eu, mort en 1095 ou 1096, est comte d'Eu et seigneur d'Hastings.

## Biographie
Fils cadet et héritier de Robert d’Eu (mort entre 1089 et 1093), il lui succède en tant que comte d'Eu et lord d’Hastings à sa mort, survenue entre 1091 et 1093.
En 1088, Guillaume participe à la rébellion contre le roi d'Angleterre Guillaume le Roux, afin de placer le frère aîné de celui-ci Robert Courteheuse, duc de Normandie à la tête du royaume. Il mène notamment une campagne contre la seigneurie royale de Berkeley, dans le Gloucestershire. Après l'échec de la rébellion, il est pardonné, comme la plupart des rebelles.
En 1091, lors de la tentative d'intervention de Guillaume le Roux en Normandie, son père fait partie des soutiens du roi anglais. Robert d'Eu meurt peu après (dans la période 1091-1093), et Guillaume se rallie à Robert Courteheuse, auquel il fait hommage pour son comté. Guillaume le Roux, qui considère Eu et son château comme sa tête de pont en Normandie, au cas où il voudrait l'envahir, se résout à acheter la loyauté du nouveau comte d'Eu.
En 1095, a lieu en Angleterre une grande révolte contre le roi Guillaume le Roux. Les deux meneurs sont Guillaume, comte d’Eu et Robert de Montbray, un riche et puissant baron anglo-normand, comte de Northumbrie. La conspiration doit placer Étienne d'Aumale sur le trône anglais. En font partie, outre Guillaume, son cousin et sénéchal Guillaume d'Andrieu, Roger de Lacy, Hugues de Montgommery, comte de Shrewsbury et son frère Philippe, et Eudes, l'oncle par alliance du roi (et père d'Étienne d'Aumale). Le roi lève une armée pour les assiéger dans le château qui se trouve à l'embouchure de la Tyne.
Après l'échec de cette rébellion, Guillaume II d'Eu nie avoir eu part à la conjuration et pour s'en justifier, il se bat en duel contre Geoffrey Baynard, ancien shérif du Yorkshire. Il perd ce duel judiciaire et est castré et a les yeux crevés. Il ne survit pas à ses mutilations. C'est Hugues d'Avranches, comte de Chester, frère de sa femme Hélisende, qui demande qu’il soit énucléé et castré, car il la maltraite.

## Mariage et descendance
D'après I.J. Sanders, Guillaume se maria deux fois :  
- la première avec Béatrice de Bully (ou Bouilli), fille de Roger Ier de Bully (mort entre 1098 et 1100), baron féodal de Tickhill dans le Yorkshire et sœur et héritière de Roger II ;
- en secondes noces, avec Hélisende de Chester ou d’Avranches, fille de Richard Goz (mort vers 1082), vicomte d'Avranches et d'une Emma dont l'identité n'est pas certaine. Elle est la sœur d’Hugues d'Avranches vicomte d'Avranches et 1er comte de Chester, l'un des grands barons anglo-normands d'Angleterre.

De la première ou de la deuxième, il eut Henri d'Eu.